# Timbuktu (raper)
Timbuktu (właśc. Jason Michael Robinson Diakité; ur. 11 stycznia 1975 w Lund) – szwedzki raper, właściciel niezależnego labela JuJu Records.
Timbuktu przygodę z rapem rozpoczął we wczesnych latach 90. i szybko stał się popularny w hip-hopowym światku Malmö, Kopenhagi czy Sztokholmu. W połowie lat 90., razem z duńskim raperem, założył grupę Excel. W 2000 ukazał się jego pierwszy album T2:Kontrakultur, wyprodukowany przez Breakmecanix.

## Nagrody i wyróżnienia
| Rok  | Kategoria                        | Tytułem                                     | Nagroda     | Nota | Źródło |
| ---- | -------------------------------- | ------------------------------------------- | ----------- | ---- | ------ |
| 2005 | Årets svenska låt                | „Alla vill till himmelen men ingen vill dö” | Rockbjörnen | Laur | [ 2 ]  |
| 2012 | Årets svenska manliga liveartist | Timbuktu                                    | Rockbjörnen | Laur | [ 2 ]  |